# Tang Hao

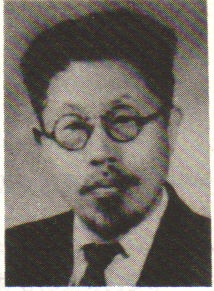
Tang Hao em 1929, aproximadamente

Tang Hao (chinês: 唐豪, pinyin: Táng Háo) ou Tang Fan Sheng (1887 — 1959) foi um advogado chinês e especialista em artes marciais chinesas.

## Biografia
Tang estudou muitas artes marciais chinesas e japonesas, incluindo o taijiquan (com Chen Fake), xingyiquan, judô e kendo.
Tang foi preso em 1927, durante ou logo após o massacre de Xangai de 1927, sob suspeita de ligações com o Partido Comunista, mas foi absolvido e liberado mais tarde. Em seguida, mudou-se para o Japão a fim de estudar direito e artes marciais. Tang ficou impressionado pela modernização em curso no Japão e escreveu vários artigos defendendo a reforma e modernização das artes marciais chinesas, com ênfase na prática de artes marciais que poderiam ser utilizadas para fortalecer a nação. Depois de voltar para a China, Tang foi contratado como editor pela Academia Central de Artes Nacionais, uma escola de artes marciais que havia sido estabelecida pelo governo nacionalista e cuja filosofia era semelhante à sua.
Em 1932, Tang viajou para Chenjiagou (陈家沟) para estudar o estilo Chen de Tai Chi Chuan, o estilo mais antigo e original do taijiquan. Tang buscava esclarecer as origens da arte, estudando os documentos históricos e registros da família Chen.
Após a invasão japonesa da Manchúria, em 1931, Tang começou a participar de atividades anti-japonesas. Ele defendeu o treinamento de técnicas de combate de sabre militar e de baioneta, e desenvolveu seu próprio equipamento de treino para fazer isso.  Em 1941, enquanto vivia em Xangai, que estava ocupada pelas forças japonesas, Tang passou a se esconder para evitar a sua captura pelo governo fantoche, controlado pelos invasores. Depois de voltar para casa, Tang culpou sua esposa por ter permitido que a sua coleção de livros de artes marciais tivesse sido danificada por ratos enquanto ele estava escondido. Posteriormente, ela enforcou-se. Tang, em seguida, foi preso e torturado por suas atividades políticas, mas por falta de provas de qualquer crime, foi liberado.
Em 1955, depois que os comunistas venceram a Guerra Civil Chinesa, Tang começou a trabalhar para a Comissão de Esportes para estudar a história dos esportes chineses. Tendo gastado uma quantidade considerável de seu dinheiro na coleta de materiais históricos, Tang passou grande parte de sua vida entrando e saindo da pobreza. Depois de concluir o Estudo Preliminar dos Materiais Históricos sobre os Antigos Jogos de Bola dos Chineses, Tang adoeceu e morreu em Pequim, no dia 20 de janeiro de 1959.
Tang Hao é altamente reputado como o primeiro historiador sério de artes marciais chinesas, e suas obras continuam a ser citadas por estudiosos contemporâneos. Tang publicou uma dezena de livros e muitos artigos sobre a história das artes marciais chinesas. Muito do seu trabalho focalizou a desconstrução da mitologia e do folclore relacionados às artes marciais chinesas, especialmente as falsas linhagens reivindicadas pelas artes marciais tradicionais em relação a figuras históricas ou mitológicas. Seu Estudo de Shaolin e Wudang (Shaolin Wudang kao) atacou os mitos, ainda hoje populares, que atribuem as artes marciais Shaolin ao monge Budista Bodhidharma, e o taijiquan ao lendário sábio Taoísta Zhang Sanfeng.